# Rezerwat przyrody Czarnocin im. prof. Janiny Jasnowskiej
Rezerwat przyrody „Czarnocin im. prof. Janiny Jasnowskiej” – rezerwat torfowiskowy o powierzchni 420,14 ha, utworzony 21 maja 1974, w województwie zachodniopomorskim, w powiecie goleniowskim, w gminie Stepnica, nad Zalewem Szczecińskim, 2 km na północny wschód od Czarnocina. 
Celem ochrony jest zachowanie fragmentu torfowiska przejściowego z charakterystyczną roślinnością atlantycką oraz olsu olszowo-brzozowego z licznymi stanowiskami długosza królewskiego (Osmunda regalis), woskownicy europejskiej (Myrica gale) i wiciokrzewu pomorskiego (Lonicera periclymenum). Obszar rezerwatu podlega ochronie czynnej.
Rezerwat początkowo zajmował jedynie 9,40 ha. W 2004 roku powiększono go do 419,38 ha. Obecnie podawana wielkość rezerwatu to 420,14 ha.
W 2015 roku rezerwat otrzymał imię prof. Janiny Jasnowskiej – geobotanik, torfoznawcy i nauczycielki akademickiej, która przyczyniła się do utworzenia wielu obszarów chronionych na terenie Pomorza Zachodniego, w tym także rezerwatu Czarnocin.
Przez rezerwat prowadzi znakowany zielony turystyczny Szlak Stepnicki (Stepnica → Wolin).
Na północ od rezerwatu tereny Stowarzyszenia na Rzecz Wybrzeża (EUCC Poland) – 350 ha częściowo w strefie przybrzeżnej.